# 濱谷雅弘
濱谷 雅弘（はまや まさひろ、1957年5月 - ）は、日本の都市計画学者。株式会社アーレックス 専務取締役。北海道科学大学未来デザイン学部人間社会学科教授。
今日までに都市再開発・まちづくり・商店街活性化の現場でまちづくりコンサルタントやコーディネーターとして活動。青森県下北郡大畑町（現むつ市）出身。

## 経歴

### 学歴
- 1981年（昭和56年）3月 - 北海道工業大学工学部建築学科卒業（工学士）

### 職歴
- 2005年（平成17年）4月 - 北海道工業大学（現・北海道科学大学）人間社会学科教授

## 専門（研究・活動内容等）

### 研究分野
- まちづくり
- 都市計画

### 研究テーマ
- まちづくり・地域活性化関連事業の構築と推進手法に関する研究

## 所属学会
- NPO法人まちづくりネットワーク トムネット：副代表理事・北海道会会長/一般社団法人北海道まちづくり協議会：相談役